# Liangjiang

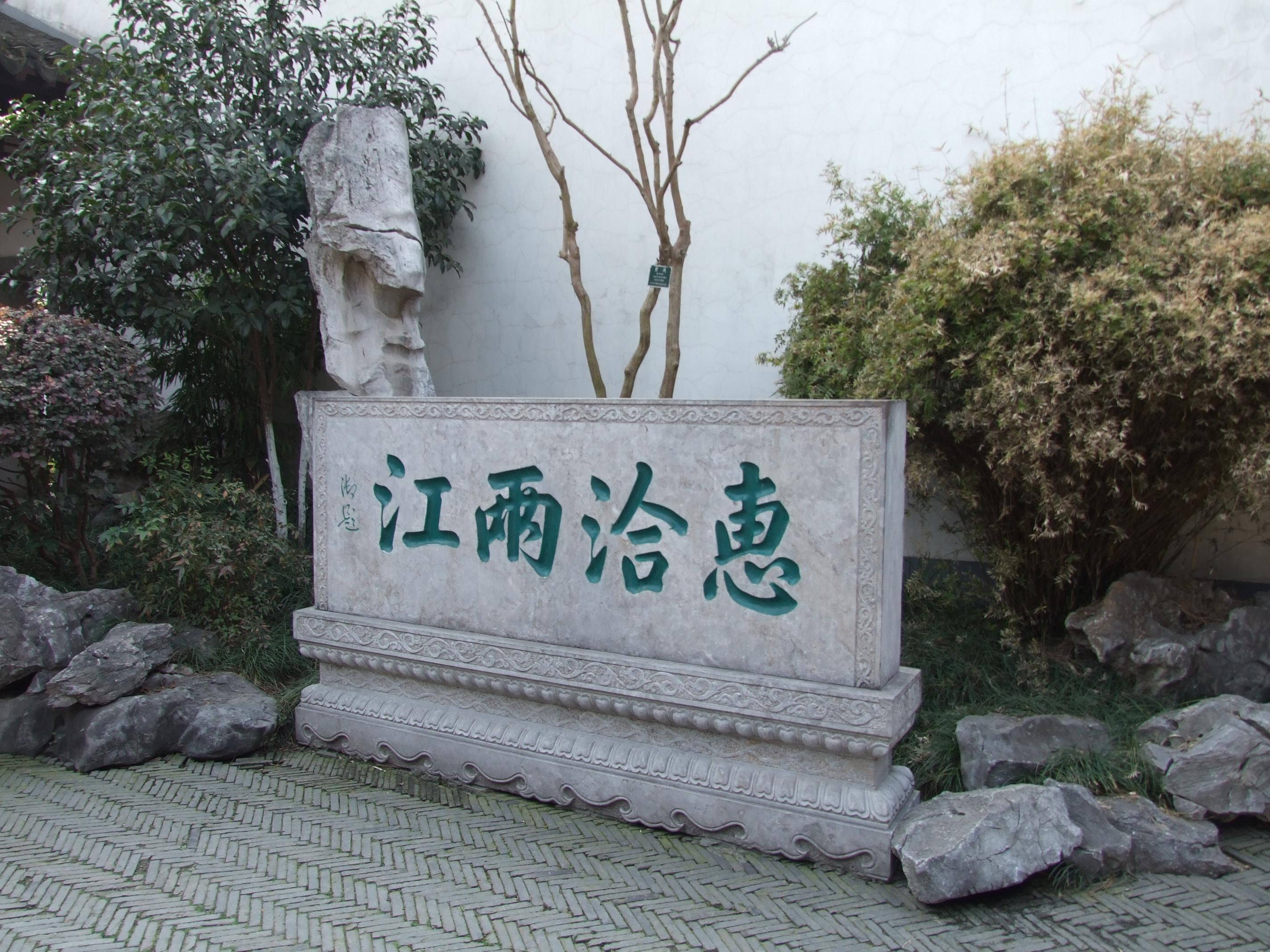
Inskription från vicekungens residens i Nanjing.

Liangjiang, tidigare skrivet Liangkiang, var under Qingdynastin ett generalguvernement,  som omfattande de nuvarande kinesiska provinserna Jiangsu, Anhui och Jiangxi. Residensstad var Nanking. I västerländska källor titulerades ofta generalguvernören (zongdu 總督) som vicekung.

## Källa
Den här artikeln är helt eller delvis baserad på material från Nordisk familjebok, Liang-kiang, 1904–1926.